# Persone
Persone ist ein Musiktrio aus Stockholm, das seine Lieder auf Esperanto singt. Die Band wurde 1986 gegründet. Die heutige Besetzung seit 1990 besteht aus:
- Martin Wiese – Gesang, E-Gitarre
- Anders Grop – Gesang, Bass-Gitarre
- Bertilo Wennergren – Gesang, Schlagzeug

## Diskografie
- 1987: 62 minutoj
- 1991: En la spegulo
- 1996: Povus esti simple
- 1998: …sed estas ne
- 2002: Sen